# Códice de Hval
El Códice de Hval (en serbio: Хвалов зборник, romanizado: Hvalov zbornik) o Manuscrito de Hval (en serbio: Хвалов рукопис, romanizado: Hvalov rukopis) es un manuscrito cirílico serbio  de 353 páginas escrito en 1404, en Split, para el duque Hrvoje Vukčić Hrvatinić. Fue iluminado por artistas góticos del litoral dálmata.
Fue escrito en 1404 por el krstjanin Hval en cirílico bosnio con acento ikavio, con una introducción en alfabeto glagolítico,y está decorado con miniaturas y otros elementos artísticos.  El códice contiene partes de la Biblia, himnos y textos teológicos breves, y fue copiado de un texto glagolítico original, también evidente a partir de las letras glagolíticas encontradas en dos lugares del libro.

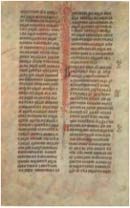
Una miniatura del Códice de Hval.

El códice es uno de los manuscritos más famosos de la Iglesia bosnia, en el que hay algunos elementos iconográficos que no concuerdan con la supuesta doctrina teológica de los cristianos (Anunciación, Crucifixión y Ascensión). Todos los libros importantes de la Iglesia bosnia (Nikoljsko evandjelje, Srećkovićevo evandelje, el Códice de Hval, el Manuscrito del krstjanin Radosav) se basan en libros de la Iglesia glagolítica.
Nuevos análisis del estilo y de las técnicas pictóricas demuestran que fueron inscritas por al menos dos miniaturistas: un pintor pintaba sobre el fondo azul y el otro sobre el fondo dorado en el que se sitúan las miniaturas en un rico marco arquitectónico.
El manuscrito Hval se conserva en la biblioteca de la Universidad de Bolonia en Italia.